# Calle de Panaderos
La calle de Panaderos es una vía urbana de la ciudad de Valladolid, España.

## Descripción
Aparece descrita en Las calles de Valladolid de Juan Agapito y Revilla de la siguiente manera:

Así que se ensanchó la villa fuera de la segunda muralla por la puerta de Teresa Gil, se formaron dos calles que se poblaron en poco tiempo, y la más principal de las dos fue la que se refiere ahora por seguir la misma línea de aquella calle citada de Teresa Gil. En ella se establecieron, según tenían por costumbre los del mismo oficio, los «zurradores», es decir, los que zurraban las pieles, o sea, curtir y adobarlas quitándolas el pelo, las primeras tenerías de Valladolid, que como las de todas las poblaciones se establecieron próximas a corrientes de agua, y en este caso tenían la del ramal Sur del Esgueva.

Por tal motivo se llamó al paraje «los zurradores», y he leído un auto curioso del Regimiento de 12 de mayo de 1519, en el que se dice que, porque la villa está buena y sana y los hogares de la comarca están dañados de pestilencia, los regidores mandaron cerrar las puertas de la villa, quedando solo abiertas las del Campo, Santisteban y Puente, pero con guardas, y que en «la puerta de Teresa Gil quede abierto el portillo para los vecinos del arrabal de los zurradores», quedando también abiertos los postigos de Santisteban y San Benito el Viejo, no pudiendo entrar los forasteros más que por las puertas del Campo y de la Puente, que se refería, es claro, al Puente Mayor. En las puertas habría dos guardas y uno en los postigos.
Si, como se ve, «los zurradores» se llamaba al arrabal fuera de la puerta de Teresa Gil, quedó luego la calle dicha principal con el nombre de «calle de los Zurradores», y así se observa hasta en el plano del escribano Ventura Seco, de 1738.
No andando mucho tiempo también se instalaron en la calle y adyacentes, panaderías, y es frecuente ser citados los tahoneros y panaderos del barrio de San Andrés, que eran gente siempre dispuesta a celebrar bien las fiestas, de lo que por tradición, sin duda, quedó el buen humor de la calle, la cual celebraba con mucha esplendidez y jolgorio las clásicas alegrías que se ofrecían en ella, muy principalmente la «octava de San Andrés», que ha llegado hasta días bien cercanos a los presentes.
Por esa razón se alteró el nombre de la calle, y ya que lo favoreció también el que las tenerías se trasladaran a otra barriada, la pusieron el título de «calle de Panaderos», y puente de los Panaderos se denominó, del mismo modo, el sobre el Esgueva que cruzaba la calle.
En esta hubo una cruz de piedra frente a la calle del Nogal y dos arcas de las del viaje de aguas de Argales, exentas, casi en el medio de la calle, del puente hacia la desembocadura. Casi a eje de esta estuvo la puerta de la Merced, luego solamente titulada portillo, y corrido más tarde hasta enfrentar con la calle de Labradores.
Era costumbre muy generalizada designar con el nombre de «caño de Argales» a la fuente que existió, desde algo después de la traída de aguas de esa procedencia, y que subsiste, aunque es claro, muy modificada, como lo están todas las de tal viaje.
A la entrada de la calle, a la derecha, se emplazó el convento de dominicas de San Felipe de la Penitencia, que procedía en su origen de las Arrepentidas de Santa María Magdalena, que detallaré algo al tratar de la plazuela de San Nicolás. En 1551 ya estaban las religiosas en su casa de frente a la antigua puerta de Teresa Gil, y recibieron protección de personas de gran prestigio en la ciudad, como Doña Teresa de Zúñiga, la piadosa Doña Magdalena de Ulloa, mujer del siempre caballero Don Luis de Quijada, construyéndose la actual iglesia, según la inscripción que corre por el friso del entablamento, por el interior, es claro, en 1611, y costeada por Juan de Valencia y Juan de Sabanza, vecinos de nuestra ciudad, en recuerdo de los cuales pusieron dos relieves de pasajes de la vida del Bautista en el retablo mayor que lleva los escudos nobiliarios de los bienhechores.
Pero lo que siempre dio carácter a la calle fue el gremio de panaderos; y como lugar a propósito, para la facilidad de abastecerse de trigo, o pan en grano, según se decía, en la calle de Panaderos se construyó el edificio de la Alhóndiga en el siglo XVIII, construcción grande que sirvió de tienda de asilo, en el siglo último pasado, refugio para pobres, Asilo de Caridad, en su primitivo emplazamiento, y ahora en nuevas Escuelas de niños.
Una prueba de la construcción de la Alhóndiga puedo ofrecer, porque al desmontar el edificio viejo, recogí una piedra de 410 por 573 milímetros, que llevé a la Casa Consistorial, donde se conserva.
Y ya que ha venido a la pluma indicar el edificio de la Alhóndiga, que a principios del siglo XVIII se fecha, he de expresar que en otros más lugares de la población estuvo instalada la Alhóndiga, por aquellos antiguos tiempos, eso que era un edificio de mucho interés para el abastecimiento de la villa.
No es raro encontrar acuerdos en los libros de autos del Regimiento del siglo XVI, referentes a la Alhóndiga; pero, casi todos se relacionan a la venta o compra de pan en grano, y por ellos no ha sido posible localizar el sitio, o, mejor, los sitios donde estuvo aquella emplazada, por lo que omito su relación.
Que había de existir Alhóndiga antes del final del siglo XV, es indudable; mas carezco de datos para comprobarlo. Lo más antiguo que he podido registrar es que en 1499 se hace Alhóndiga nueva, y la noticia es bien escueta. Dice de este modo un auto de 20 de diciembre de dicho año: «fue dado encargo a Rodrigo de Verdesoto e a Francisco de León, Regidores, para que ellos vean de la manera que se ha de hacer el alhóndiga que se ha de hacer en la calle donde se vendían los nuégados [nuégado era una mezcla de harina, miel y nueces, principalmente], que está debajo de la calle donde agora se vende el malcozinado, fasta llegar a la salida de la especería como va a la Rinconada».
Bien se comprende que dicha Alhóndiga habría de estar por las proximidades de la calle hoy de Sandoval. El emplazamiento estaba bien elegido, en cuanto que a la Rinconada venían todos o casi todos los trajinantes y carreteros con sus productos, y la Panadería estaba por el Corrillo, y prueba también lo acertado de dicho emplazamiento, entonces, que en los capítulos que con motivo de la reconstrucción de lo dañado por el incendio de 1561, dio en 1563 el Doctor Diego Gasea, se mandaba se hiciese en la Rinconada la Alhóndiga, «edificio muy principal», a costa de la villa, como detallaré algún tanto al tratar de la plaza de la Rinconada.
Si se hizo en este sitio la Alhóndiga, es de presumir; pero no sería tan «principal», porque leo en el Ayuntamiento de 26 de septiembre de 1603, este acuerdo, el cual indica que la Alhóndiga estuviera donde fuese, no tendría carácter de gran permanencia.
Se escribió el acuerdo de esta manera: «Este día los dichos SS. acordaron que los señores D. Diego Nuño de Valencia y Simón de Cabezón, regidores desta ciudad, vean el sitio donde se pretende hacer alhóndiga en la plaza de la Boeriza, y comuniquen con el Dr. Mercado, médico de cámara de su majestad, vecino desta villa, si es sitio sano y conveniente para la conservación del trigo, y con Diego de Praves, maestro mayor de las obras desta ciudad, y cualquier otro alarife que les pareciere, vean si allí hay sitio capaz para hacer la alhóndiga como esta ciudad la ha menester, haciendo planta de todo lo que sea menester, así para graneros donde recoger el pan, como para lo demás conveniente a la dicha alhóndiga y ornato della, y el parecer del dicho Dr. Mercado y traza se traiga a este ayuntamiento...».
Se desistió de este sitio, puesto que al mes escaso (en 24 de octubre de 1603), se acordó «Que se haga alhóndiga a San Nicolás a lo de Don Alonso de Quiñones». Y aunque aquí se estableciera, tampoco tuvo carácter de gran estabilidad, ya que al siglo justo se la ve definitivamente construida de nuevo en la calle de Zurradores, en la de Panaderos, donde habría de estar bien emplazada, por su proximidad a las tahonas donde el trigo había de manipularse. Conocí de ella restos muy importantes de su fábrica, que eran paneras en otro tiempo, luego dormitorios colectivos para los pobres; pero todo desapareció, y hoy hay escuelas públicas en su solar, como dejo expresado.
En tiempos ya de fines del pasado siglo XIX, al ensanche de la calle donde está la fuente, se la puso el nombre de «plaza del Dos Mayo»; pero el 13 de diciembre de 1901, el Ayuntamiento cambió de pensamiento y lo mismo a la calle que a esa plaza las rotuló con el de «calle» y «plaza de Pí y Margall», en memoria del Presidente del Poder Ejecutivo de la primera República española Don Francisco Pi y Margall, hombre austero y literato insigne, del cual no hay necesidad de recordar más por ser de sobra conocido.

Pero con muy buen acuerdo de la Comisión gestora, en 28 de abril de 1937 se repuso el nombre de «calle de Panaderos», tan clásico.